# Francesco Dal Bosco
Francesco Dal Bosco  (né à Trente le 26 août 1955 mort dans la même ville le 9 janvier 2019) est un réalisateur, scénariste et producteur de cinéma italien

## Biographie
Francesco Dal Bosco est présent dans la scène artistique italienne de 1976 à 1983, en partenariat avec Fabrizio Varesco, il fait partie des protagonistes de la scène théâtrale italienne d'avant-garde, réalisant de nombreux dans des théâtres et galeries d'art en Italie et en Europe,.
En 1982, il tourne à Bologne le long métrage La notte che vola, présenté aux festivals de Salsomaggiore et Rotterdam. Le film remporte le prix du meilleur film de recherche au Festival « Filmaker » des cinéastes de Milan et a été projeté à la Cinémathèque française. En 1991, il réalise avec Stefano Consiglio La camera da letto, un film de neuf heures dans lequel Attilio Bertolucci lit son poème homonyme en entier devant la caméra. Le film a été projeté au Festival de Venise en 1992 et a été diffusé par Fuori Orario, sur RAI 3.
En 1993, il réalise la vidéo Francis Bacon, diffusée par la RAI 1 et publiée en VHS par Electa. En 1994, il réalise la vidéo 23 songs from the home présenté au Festival de Venise et à l'Institut culturel de Toronto. En 2001, il  participe aux festivals de Berlin, Edimbourg, Brisbane, Singapour, Manille avec le long métrage Commesso Viaggiatore, avec Claudio Bigagli et Maddalena Crippa.
En 2003, il signe le documentaire Jackson Song, vidéo officielle de l'exposition de Jackson Pollock au Museo Correr à Venise. En 2006, il sort  la vidéo Niente è vero Tutto è Permesso au Festival de Pesaro. En 2008, il réalise à Rome le film Apocalisse, présenté au Today Festival di Trento  et au Cinespi à Louvain-la-Neuve en Belgique. En 2012, il signe avec Stefano Consiglio (it) le documentaire Il Centro, produit avec la BiBi Film de Rome et RAI 3.

## Filmographie partielle
- 1982 : La notte che vola, réalisateur et producteur
- 1984 : Tramonto rosso, réalisateur et producteur
- 1991 : La camera da letto
- 1993 : Francis Bacon
- 1994 : 23 songs from the home
- 1998 : Il Coro
- 2001 : Il commesso viaggiatore, scénario et production
- 2003 : Jackson song, réalisateur et producteur
- 2006 : Niente è vero Tutto è permesso, réalisateur et producteur
- 2008 : Apocalisse, réalisateur et producteur
- 2012 : Il Centro, réalisateur et producteur

## Publications
- (it) Francesco Dal Bosco, Daniele Costantini, Nuovo Cinema inferno «libro-intervista  sul cinema di Dario Argento », Pratiche Editrice, 1995

## Source de traduction
- (it) Cet article est partiellement ou en totalité issu de l’article de Wikipédia en italien intitulé « Francesco Dal Bosco » (voir la liste des auteurs).